# Пилипова, Ольга Михайловна
Ольга Михайловна Пилипова (род.9 сентября 1983 года) -  
казахстанская лучница,
мастер спорта Республики Казахстан международного класса (1997).

## Биография
О.М. Пилипова начала заниматься стрельбой из лука в Уральске.
Неоднократный чемпион Казахстана. Участник чемпионата мира 2003 года. Призёр чемпионата Азии 2004 года.
В 2004 году была участницей Олимпийских Игр в Афинах, где заняла лишь 48 место. В командном первенстве сборная Казахстана оказалась восьмой.